# Cratomelus
Cratomelus is een geslacht van rechtvleugeligen uit de familie Anostostomatidae. De wetenschappelijke naam van dit geslacht is voor het eerst geldig gepubliceerd in 1851 door Blanchard.

## Soorten
Het geslacht Cratomelus omvat de volgende soorten:
- Cratomelus armatus Blanchard, 1851
- Cratomelus integer Ander, 1933
- Cratomelus meritus Gorochov, 1999